# ショウタイム (映画)
『ショウタイム』（原題: Showtime）は、2002年に公開されたアメリカ合衆国のアクション・コメディ映画。出演はエディ・マーフィ、ロバート・デ・ニーロ他。

## 概要
『ショウタイム』の内容は、いわゆる「バディもの」と言われるコンビの刑事が活躍する内容。『マイアミ・バイス』や『刑事スタスキー&ハッチ』などでおなじみの刑事作品の王道だが、テレビの密着ドキュメント番組という設定を背景に、王道をパロディ化することでコメディ作品に仕立ててあるのが特徴。マーフィーとデニーロが演じる警官コンビは「最初は対立しつつも、やがて名コンビになっていく」という王道通りの流れをたどるが、その過程は王道それ自体を笑いのネタにしているところが多い。

## あらすじ
ロサンゼルス市警察のミッチ・プレストンは堅物で面白みのない刑事。小学校での学習会に出向けば、ドラマや映画とは違う地味な刑事の実態をとくとくと話す。セラーズ巡査はお調子者。ハリウッドスターになることを夢見ていて、休憩時間を利用してオーディションへ通ってはいるが、演技が下手なので採用してもらえない。ある日この二人が出くわすことになる。ミッチが相棒と武器密売のおとり捜査で出向いたところ、二人を本物の犯罪者と勘違いしたセラーズが割って入り、捜査を引っかきまわしたのだ。邪魔なセラーズに憤慨したミッチは、隙を突いてセラーズに手錠をかけて犯人を追いかけたものの取り逃がし、挙句にしつこく映像を取ろうとするテレビカメラへ発砲してしまう。二人とも大失態を演じた。
テレビカメラを壊されたテレビ局のプロデューサー・チェイスは、ミッチがカメラへ向けて発砲する映像を見てあることを思いつく。この強烈なキャラクターを活かし、警察密着ドキュメント番組「コップス」のようなドキュメントを撮ろうというのだ。彼女はやらせ問題で評判を落としており、名誉挽回の機会としようとしていた。この企画をテレビ局の上層部が承認し、LAPDに賠償代わりに取材を申し入れる。ミッチは嫌がったものの、警察が賠償トラブルを帳消しにできる機会を見過ごすはずもなく、ミッチはあえなく人柱にされる。しかし問題は彼の相棒だった。本来の相棒は武器密売のおとり捜査の際に負傷していたのだ。そこへ要領よく名乗り出たのがセラーズ。自分を売り込む機会とばかりにプロデューサーに上手く取り入り、警察もそれを認めてしまったためにミッチの相棒になることができた。
しかし番組はドキュメントの筈であったが、やらせプロデューサー・チェイスはまたも過剰演出をし始める。まずミッチの地味な部屋を勝手に改装し、ドラマに出てくるようなお洒落な部屋にしてしまった。さらに二人には派手なオフロード車とスポーツカーをあてがい、ドラマ風の刑事キャラクターを作るのだ。さらに演技をつけるために二人を撮影所へ連れて行き、ドラマ「T.J.Hooker」(邦題：パトカーアダム30)で、ベテランパトロール警官のフッカー巡査部長を演じたウィリアム・シャトナー(本人)に演技指導をさせる。しかしシャトナーが「麻薬を見つけたら、一口舐めて片眉を上げる」など古典的な演技を教えたものの、ミッチは「麻薬が毒だったらどうする？」など常識的な異論を唱え、バカバカしい演出に呆れかえる。一方のセラーズはというと、自分を売り込むためならとやる気満々。こうして二人は組むことになった。一時のこととは言え相棒になったセラーズに、ミッチは「いざという時に頼れるのはお前しかいない。俺はお前を助けるから、お前も俺も助けろ」と諭すが、バカなセラーズはそれすら格好良い台詞としか捉えなかった。
当面彼らが追う事件は、件の武器密売事件である。最初に出向いたのは倒壊した木造家屋。ここの家屋は逃亡した被疑者が住んでいたものの、何者かの攻撃を受けて死亡していた。現場からは市販されていない特殊な薬きょうが見つかる。家屋の破壊状況から相当に強力な火器であると考えられた。ミッチは真面目に現場を見るものの、元々真面目に刑事をやるつもりがない上に自分を売り込みたいセラーズは、密着カメラに自分をアピールすることばかりを考えて現場を荒らしまくり、他の捜査員や鑑識から迷惑がられる。
こうしてチグハグなコンビはバディムービーの王道を歩み、というより茶化すような展開をしながら事件の真相へと迫っていく。

## 登場人物
ミッチ・プレストン刑事
演 - ロバート・デ・ニーロ
ロサンゼルス市警察（LAPD）の刑事。ユーモアのセンスと愛想に欠ける堅物の刑事。事件現場でテレビの取材カメラに発砲してしまったことから、損害賠償代わりに密着ドキュメント番組「ショウタイム」への出演を命じられる。しかも負傷した相棒の代わりはプロデューサーの指示で、お調子者のセラーズ巡査になってしまう。嫌々ながらもセラーズやテレビスタッフと共に、形式不明のマシンガンに関する事件を追う。
チェイスの指示で勝手に部屋を改装されたり、愛車をすり替えられてしまったりなどの不運に遭うが、唯一、ペット役として連れてこられたジャーマン・シェパード・ドッグとは意気投合し、ドキュメント番組の打ち切りに伴って撮影に使われていた所持品の返還を行なう際に、その犬だけは手元に残そうとした。
トレイ・セラーズ巡査
演 - エディ・マーフィ
俳優になることを夢見るLAPDのパトロール警官。数々のオーディションを受けるものの、無名の低予算映画などに端役で出演するなど役には恵まれない。密着ドキュメント番組が始まる事を知るとこれ幸いとばかりに、巧みにプロデューサーに取り入って相棒役に抜擢される。お調子者で警官の仕事に熱意はあまりなかったが、ミッチと行動を共にすることで刑事の仕事にやりがいを見出す。
また、自身が出演する密着ドキュメント番組の名付け親でもある（元々はキャッチコピーとして考えていたが、チェイスにその場で番組名に採用される）。
チェイス・レンジー
演 - レネ・ルッソ
テレビ局のプロデューサーで、ミッチに密着するドキュメント番組の発案者。かつてやらせ問題を起こしたことから信頼を失うが、密着ドキュメント番組で名誉挽回を図ろうとする。
だが、その番組においても、（ミッチの車を勝手にハマーH1にすり替えたり、彼の部屋を勝手に改装するなどの）やらせ紛いの演出を乱発する。
そのしつこさにミッチからはウンザリさせられるものの、物語の後半でシーザー・バーガスを追うミッチとトレイに、ある重要な情報をもたらすことになる。
ウィリアム・シャトナー
演 - 本人
『パトカーアダム30(T. J. Hooker)』主演の経歴からチェイスに雇われて、ミッチとトレイの演技指導を引き受ける。70年代 - 80年代の刑事ドラマでよく見られた演技指導（ボンネットの上を転がったり、麻薬という設定の粉をなめたりなど）をするが、それらを刑事経験豊富なミッチにことごとく否定されてしまう。
ウィンシップ警部
演 - フランキー・R・フェイソン
アニー
演 - ドレナ・デ・ニーロ
チェイスの助手
シーザー・バーガス
演 - ペドロ・ダミアン
犯罪組織の親玉。市販されていない劣化ウラン散弾を用いた強力なマシンガンを使った犯罪を企て、実行する。

## キャスト
| 役名                   | 俳優                      | 日本語吹替 | 日本語吹替   |
| 役名                   | 俳優                      | ソフト版   | テレビ朝日版 |
| ---------------------- | ------------------------- | ---------- | ------------ |
| ミッチ・プレストン刑事 | ロバート・デ・ニーロ      | 磯部勉     | 佐々木勝彦   |
| トレイ・セラーズ巡査   | エディ・マーフィ          | 下條アトム | 山寺宏一     |
| チェイス・レンジー     | レネ・ルッソ              | 金野恵子   | 塩田朋子     |
| ウィリアム・シャトナー | ウィリアム・シャトナー    | 稲葉実     | 矢島正明     |
| ウィンシップ警部       | フランキー・R・フェイソン | 飯塚昭三   | 宝亀克寿     |
| アニー                 | ドレナ・デ・ニーロ        | 麻丘夏未   | 雨蘭咲木子   |
| シーザー・バーガス     | ペドロ・ダミアン          | 森田順平   | 内田直哉     |

- テレビ朝日版：初回放送2006年8月6日『日曜洋画劇場』